# Prudouka (przystanek kolejowy)
Prudouka (biał. Прудоўка, ros. Прудовка) – przystanek kolejowy w miejscowości Wysoki Chutar, w rejonie dobruskim, w obwodzie homelskim, na Białorusi. Położony jest na linii Bachmacz - Homel.
Nazwa pochodzi od pobliskiej miejscowości Prudouka.